# Langenwaldschanze
Langenwaldschanze – skocznia narciarska znajdująca się w miejscowości Schonach im Schwarzwald w kraju związkowym Badenia-Wirtembergia w Niemczech.
Na tej skoczni organizowane są m.in. zawody Pucharu Świata w kombinacji norweskiej. W 2002 roku odbyły się tu Mistrzostwa świata juniorów w narciarstwie klasycznym. Ponieważ homologacja dawnego profilu skoczni Langenwaldschanze wygasła w 2010 roku, obiekt musiał zostać przebudowany w celu dalszej organizacji zawodów Pucharu Świata w Kombinacji Norweskiej.
Po zaledwie pół roku budowy (od wiosny do zimy 2010 roku) i kosztem 2 250 000 euro  została ukończona nowa skocznia o punkcie K 95. Dzięki nowemu punktowi HS, który wynosi 106 metrów, normalna skocznia  umożliwia skakanie na odległość około 110 metrów. Skocznia jest dobrze osłonięta przez las. Jak dotąd rekord odległości to 108 metrów, ustanowiony przez Japończyka Akito Watabe.